# Famiano Michelini
Famiano Michelini (Roma, 31 agosto 1604 – Firenze, 20 gennaio 1665) è stato un matematico e scienziato italiano. 
Fu scienziato eminente, in corrispondenza con Galileo e Torricelli.

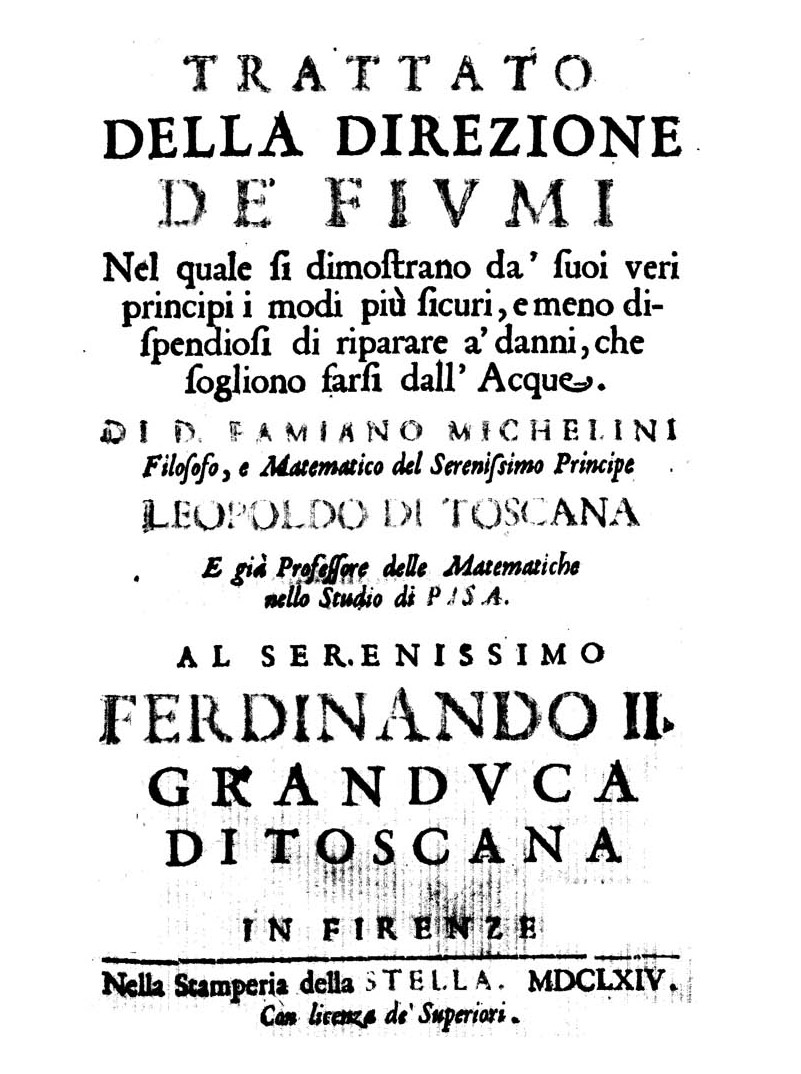
Trattato della direzione de' fiumi, 1664

## Biografia
Famiano Michelini studiò a Genova presso i chierici regolari poveri della Madre di Dio delle scuole pie, dove il suo insegnante di matematica fu Antonio Santini. Nel 1629, fu inviato dai frati a Firenze per fondarvi la loro prima scuola. Galileo Galilei gli fornì una lettera di presentazione per Giovanni Battista Baliani.
Fu in corrispondenza per molti anni con Galileo e altri scienziati. Insegnò matematica a Pisa dal 1635 al 1655, succedendo a Vincenzo Renieri. Si unì alla corte nel 1635 e insegnò astronomia a Leopoldo de' Medici. Fu quindi vicario del vescovo di Patti in Sicilia, finché divenne il matematico del cardinale Leopoldo de' Medici, che ne finanziò il lavoro. Cadde infine negli sfavori del cardinale in seguito alla sua secolarizzazione, ottenuta il 21 aprile 1657.
Ebbe una lunga controversia con Evangelista Torricelli su questioni di idraulica, che era il suo interesse principale, seguito dalla medicina e la matematica. Resta controverso il motivo per cui non fu mai invitato all'Accademia del Cimento.
Fu il primo a ipotizzare una teoria sulla difesa attiva contro la corrosione  attraverso l'utilizzo di pignoni.

## Opere
- Trattato della direzione de' fiumi, Firenze, Stamperia della Stella, 1664.
- Trattato della direzione de' fiumi, Bologna, Giulio Borzaghi, 1700.